# Liste over største biblioteker
Dette er en liste over de største biblioteker i verden. Den inkluderer biblioteker, som i 2008 eller senere havde 15 millioner genstande eller mere.

## Største biblioteker i verden
| #  | Navn                                       | Land           | Lokation                 | Samlingens størrelse (antal genstande) | Besøgende pr. år | Budget              | Antal medarbejdere |
| -- | ------------------------------------------ | -------------- | ------------------------ | -------------------------------------- | ---------------- | ------------------- | ------------------ |
| 1  | British Library                            | Storbritannien | London & Boston Spa      | 150 - 200 million                      | 1,75 millioner   | £141 millioner      | 1977               |
| 2  | Library of Congress                        | USA            | Washington D.C.          | 168 million+                           | 1,8 millioner    | US$642,04 millioner | 3149               |
| 3  | New York Public Library                    | USA            | New York                 | 55 millioner                           | 18 millioner     | US$250 million      | 3000               |
| 4  | Library and Archives Canada                | Canada         | Ottawa                   | 54 millioner                           |                  | C$116,9 million     | 874                |
| 5  | Shanghai Bibliotek                         | Kina           | Shanghai                 | 50 millioner                           | _0001170000      | _01640000000        | _01972             |
| 6  | Det russiske statsbibliotek                | Rusland        | Moskva                   | 47,2 millioner                         | 0,964 millioner  | 2,4 mia. RUB        | 1618               |
| 7  | Nationale parlamentsbibliotek              | Japan          | Tokyo og Kyoto           | 41,9 millioner                         | 654.000          | ¥21,8 mia.          | 908                |
| 8  | Bibliothèque nationale de France           | Frankrig       | Paris                    | 40 million                             | 1,3 millioner    | €254 millioner      | 2668               |
| 9  | Kinas Nationalbibliotek                    | Kina           | Beijing                  | 37,7 millioner                         | 5,2 millioner    |                     | 1365               |
| 10 | Ruslands Nationalbibiotek                  | Rusland        | Saint Petersburg         | 36,5 millioner                         | 1 millioner      |                     |                    |
| 11 | Det Kgl. Bibliotek                         | Danmark        | København                | 35,4 millioner+                        | 1,25 millioner   | 385,9 millioner DKK | 492,5 (610 i alt)  |
| 12 | Deutsche Nationalbibliothek                | Tyskland       | Leipzig og Frankfurt     | 34,2 millioner                         | 180.283          | €52,4 millioner     | 640                |
| 13 | Biblioteca Nacional de España              | Spanien        | Madrid                   | 33,1 million                           |                  | €29,2 millioner     | 482                |
| 14 | Library of the Russian Academy of Sciences | Rusland        | Sankt Petersborg         | 26,5 millioner                         |                  |                     |                    |
| 15 | Staatsbibliothek zu Berlin                 | Tyskland       | Berlin                   | 23.4 million                           | 1.4 million      |                     |                    |
| 16 | Boston Public Library                      | USA            | Boston, Massachusetts    | 22.4 million                           |                  | US$38,9 millioner   |                    |
| 17 | New York State Library                     | USA            | Albany, New York         | 20 millioner                           |                  |                     |                    |
| 18 | Harvard Library                            | USA            | Cambridge, Massachusetts | 18,9 millioner                         |                  |                     | 922                |
| 19 | Kungliga biblioteket                       | Sverige        | Stockholm                | 18 millioner                           |                  | 364,5 million SEK   |                    |
| 20 | Vernadsky Nationalbibliotek Ukraine        | Ukraine        | Kyiv                     | 15,5 millioner                         | 500.000          | 50,3 millioner ₴    | 900                |
| 21 | Yale Library                               | USA            | New Haven, Connecticut   | 15,2 millioner                         |                  |                     |                    |
| 22 | Irans Nationalbibliotek                    | Iran           | Tehran                   | 15 millioner                           | 1,4 millioner    |                     |                    |